# Tetraering
Tetraering är en aritmetisk operator som betecknar upprepade potenser. Ett tetraeringsuttryck kan till exempel skrivas {\displaystyle \,\!\ ^{4}2=2^{2^{2^{2}}}}, och utläses "fjärde tetraeringen av två". Ett annat sätt att skriva tetraering är med Knuths pilnotation: {\displaystyle 2\uparrow \uparrow 4}.
Tetraering är den fjärde så kallade hyperoperatorn. Den tredje är exponentiering och den femte kallas pentation.

## Definition
Allmänt definieras tetraeringar
{\displaystyle {^{n}a}=\underbrace {a^{a^{\cdot ^{\cdot ^{a}}}}} _{n}}
där {\displaystyle a} och {\displaystyle n} är positiva heltal.